# InterContinental Hotels Group
InterContinental Hotels Group plc, còn được gọi là InterContinental Hotels hay  IHG là một tập đoàn đa quốc gia trong ngành dịch vụ khách sạn của Anh có trụ sở chính tại Denham, Buckinghamshire, Anh.
IHG có khoảng 889.582 phòng khách và hơn 5.900 khách sạn trên gần 100 quốc gia. IHG sở hữu một số thương hiệu, bao gồm InterContinental, Regent Hotels, Six Senses Hotels, Kimpton Hotels and Resorts, Hualuxe, Crowne Plaza, voco Hotels, Hotel Indigo, Holiday Inn, Holiday Inn Express, Holiday Inn club vacations, avid, Candlewood Suites, EVEN Hotels và Staybridge Suites. Tập đoàn cũng niêm yết trên Sở giao dịch chứng khoán Luân Đôn và thuộc nhóm của Chỉ số FTSE 100.

## Lịch sử

### Chuỗi khách sạn Bass Hotel
Nguồn gốc của việc kinh doanh có thể được bắt nguồn từ năm 1777, khi William Bass thành lập Nhà máy bia Bass ở Burton-upon-Trent. Năm 1875, logo hình tam giác màu đỏ của nhà máy là thương hiệu đầu tiên được đăng ký tại Vương quốc Anh.
Công ty sau đó đã đổi tên và vào năm 1969, Bass Charrington, như nó đã được biết đến vào thời điểm đó, khai trương chuỗi khách sạn Crest, đánh dấu sự gia nhập đầu tiên vào lĩnh vực lưu trú. Khu vực lưu trú bao gồm khách sạn, nhà nghỉ, khu nghỉ dưỡng, giường ngủ và phục vụ bữa sáng.
Năm 1988, chính phủ Anh hạn chế số lượng quán rượu mà các nhà sản xuất bia có thể trực tiếp sở hữu, dẫn đến việc Bass đầu tư nhiều hơn vào việc mở rộng kinh doanh khách sạn của mình. Điều này dẫn đến việc nó mua Holiday Inn International từ các cổ đông.

### InterContinental
Người sáng lập Pan American Airways Juan Trippe thành lập chuỗi Khách sạn American Intercontinental Hotels như một thành viên trực thuộc của Pan Am và mở khách sạn đầu tiên ở Belém, Brazil vào năm 1946. Vào ngày 19 tháng 8 năm 1981, Pan Am bán công ty mẹ Inter-Continental Hotels Corporation (IHC) cho Grand Metropolitan có trụ sở tại Vương quốc Anh với giá 500 triệu đô la. Khi GrandMet tập trung kinh doanh cốt lõi và mở rộng sang lĩnh vực thức ăn nhanh thông qua việc mua Burger King, nó đã bán IHC cho Saison Group có trụ sở tại Nhật Bản vào năm 1988.
Vào tháng 3 năm 1998, Tập đoàn Saison bán IHC cho nhà máy bia Bass của Anh. Năm 2000, Bass bán tài sản sản xuất bia của mình (và quyền đối với tên Bass) cho nhà sản xuất bia của Bỉ Interbrew với giá 2,3 tỷ bảng Anh và đổi tên thành Six Continent.
Năm 2003, tập đoàn độc lập InterContinental Hotels Group (IHG) được thành lập sau khi Six Continent tách thành hai công ty: Mitchells & Butlers nắm quyền kiểm soát tài sản liên quan đến các nhà hàng, trong khi IHG tập trung vào khách sạn và nước giải khát. IHG giữ lại Britvic, bộ phận nước giải khát, cho đến tháng 12 năm 2005 khi bán đi phần lợi tức của mình trong công ty bằng một đợt phát hành cổ phiếu đại chúng lần đầu tiên.
Vào tháng 4 năm 2017, công ty thông báo rằng họ là đối tượng của một cuộc tấn công phần mềm độc hại và tin tặc đã đánh cắp thông tin thẻ tín dụng.

## Vận hành
Trụ sở chính của công ty trên toàn thế giới và các văn phòng châu Âu đặt tại Denham, Buckinghamshire ở Anh. The Americas office is in Dunwoody, Georgia in Greater Atlanta.
Các văn phòng phụ trách Đông Nam Á & Hàn Quốc ở Singapore, văn phòng Australasia ở Sydney, văn phòng Nhật Bản ở Tokyo, Ấn Độ, văn phòng Trung Đông & châu Phi ở Dubai và văn phòng Đại Trung Quốc ở Phố Đông, Thượng Hải. Năm 2006, IHG và Lend Lease Group (Lend Lease US Public Partnerships), đã hợp tác trong chương trình Tư nhân hóa Dịch vụ lưu trú cho Quân đội.
Tính đến năm 2012, trong số hơn 5.400 khách sạn của IHG, 4.433 khách sạn được vận hành theo các thỏa thuận nhượng quyền thương mại, 907 khách sạn do công ty quản lý nhưng sở hữu riêng lẻ và 8 khách sạn thuộc sở hữu trực tiếp. Tính đến ngày 31 tháng 3 năm 2019, IHG có 842.759 phòng khách và 5.656 khách sạn trên gần 100 quốc gia.

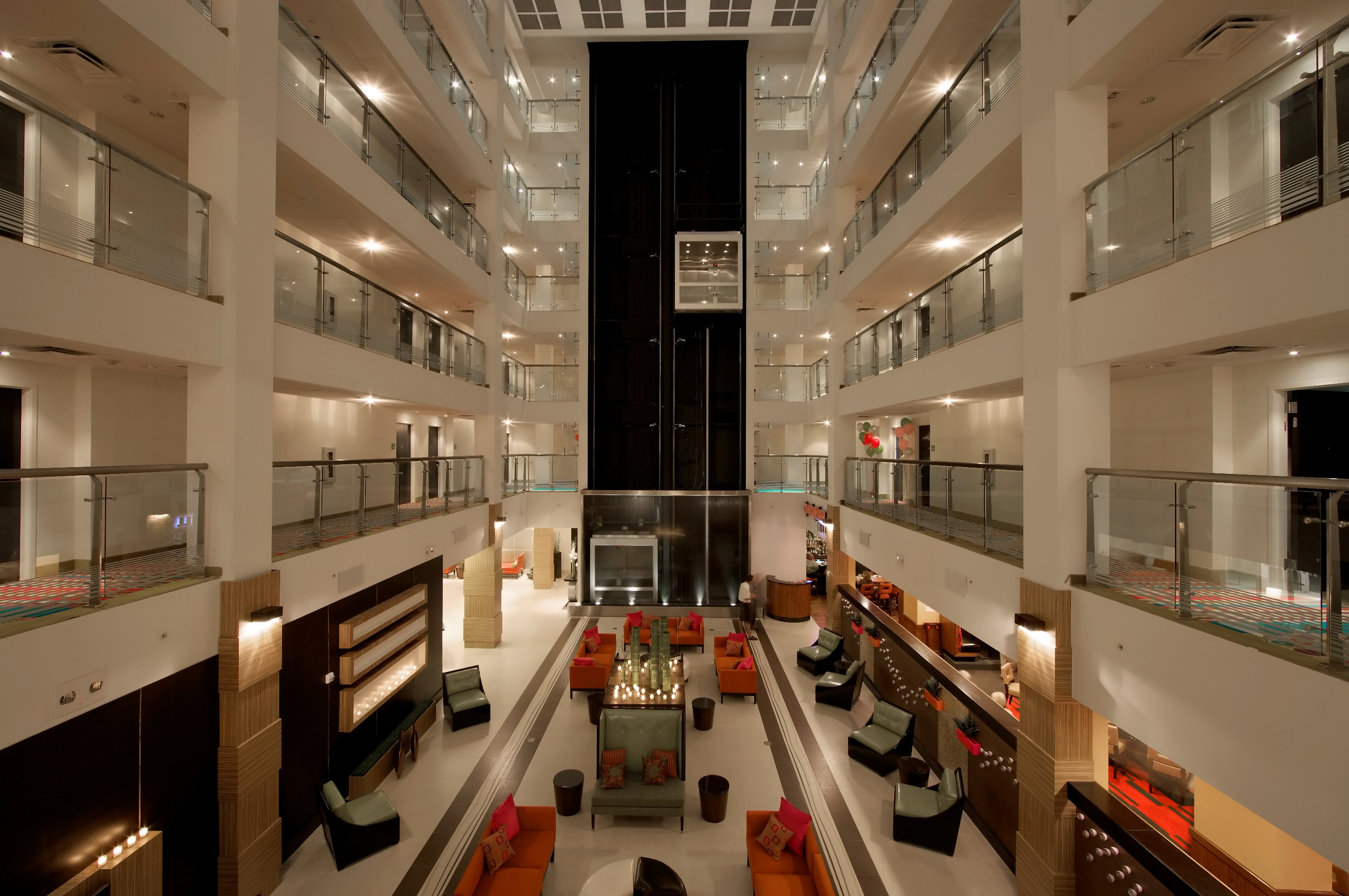
Nội thất phần giếng trời tại Holiday Inn Sarasota Airport ở Sarasota, Florida; Khách sạn hạng sang tiêu chuẩn 3 hoặc 4 sao
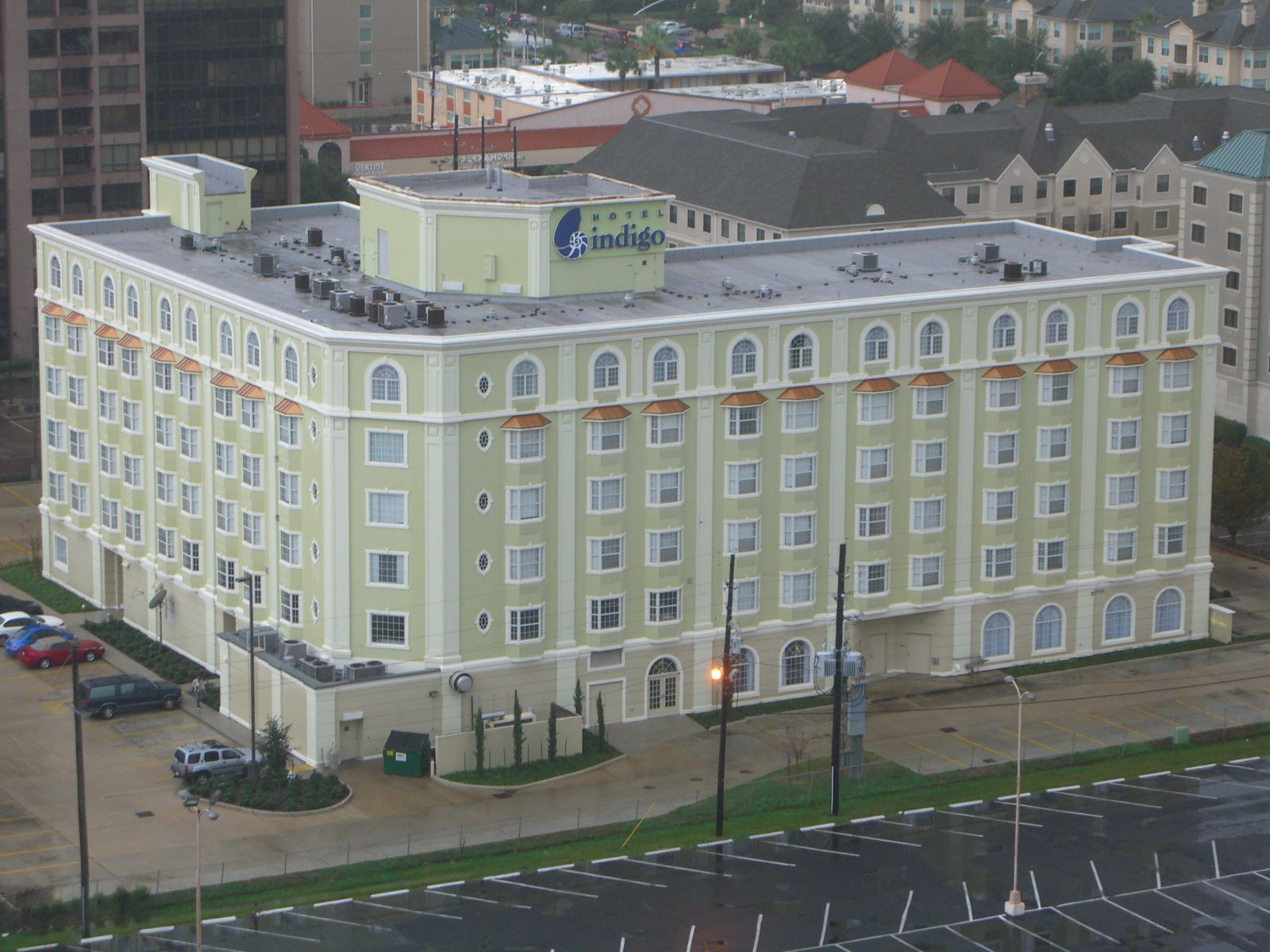
Uptown Houston Hotel Indigo
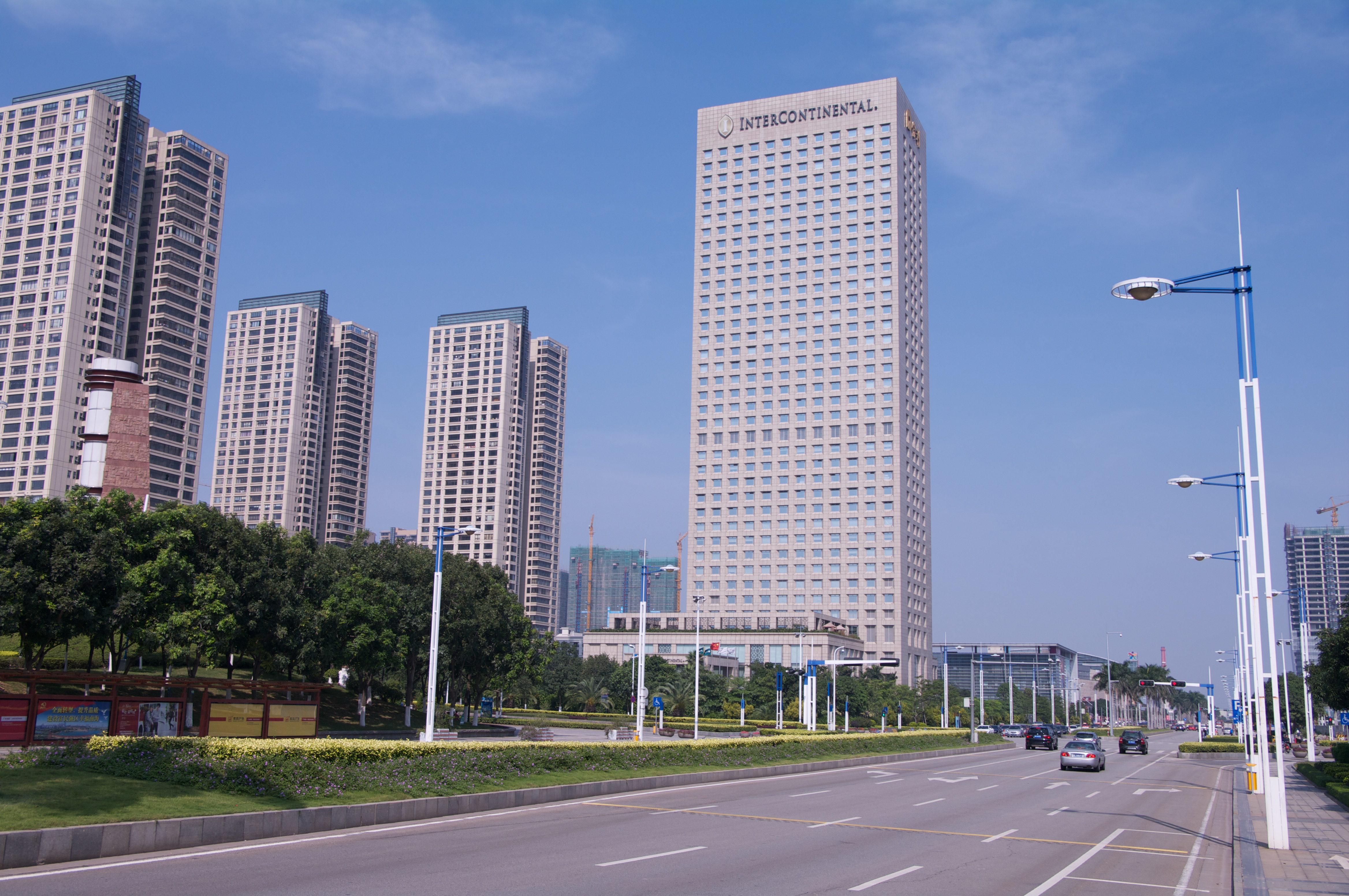
InterContinental Phật Sơn
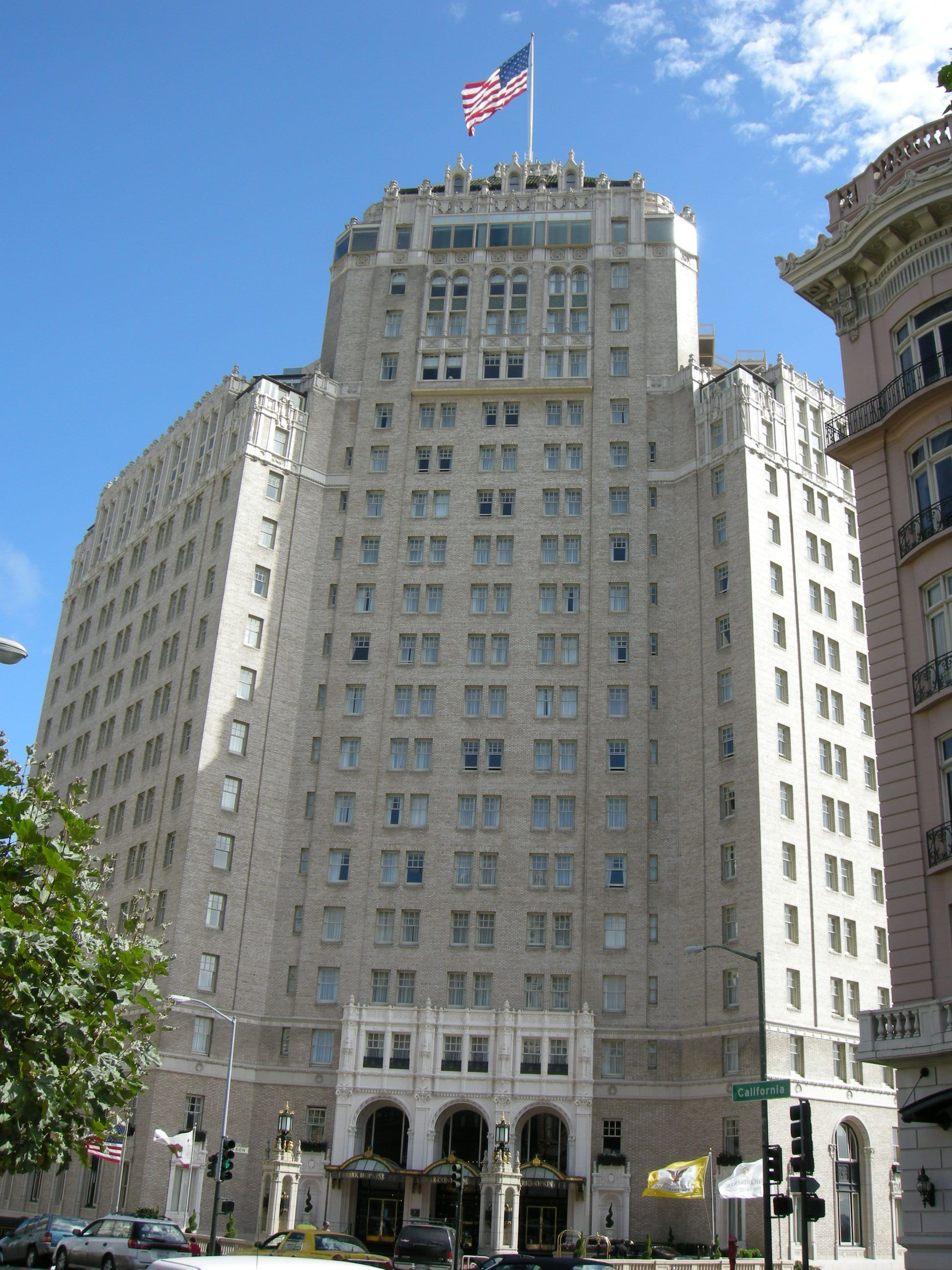
InterContinental Mark Hopkins San Francisco
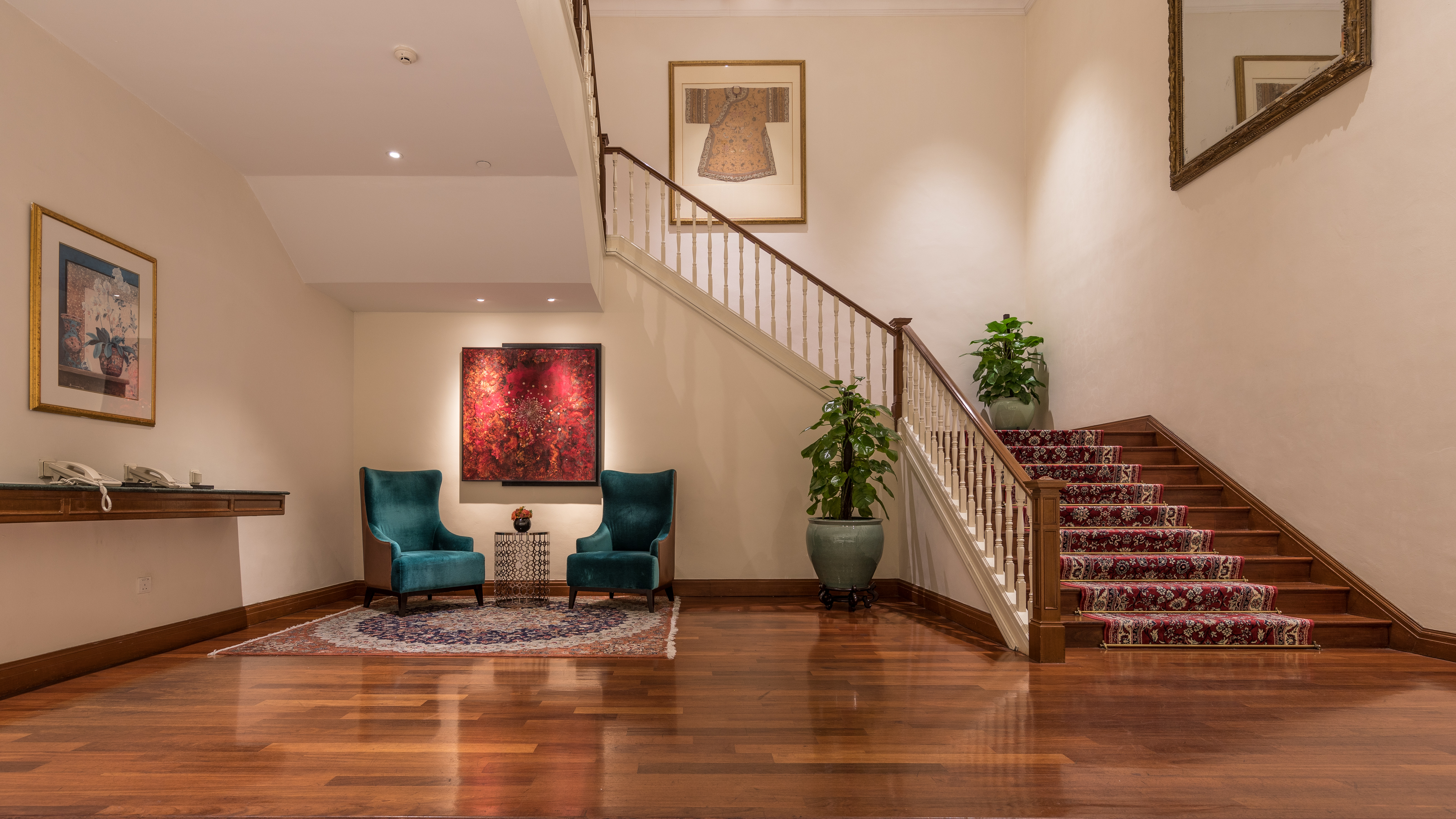
Phòng chờ InterContinental Singapore

## Chỉ trích

### Tẩy chay diện rộng
Tập đoàn khách sạn InterContinental đã trở thành mục tiêu của chiến dịch tẩy chay quốc tế vào tháng 5 năm 2013 vì kế hoạch vận hành một khách sạn sang trọng mang thương hiệu Intercontinental ở Lhasa, Tây Tạng. Theo các nhà vận động từ chiến dịch Tây Tạng Tự do, khách sạn là một "cuộc đảo chính PR cho chính phủ Trung Quốc".

### Quản lý giá phòng
Vào tháng 7 năm 2012, Văn phòng Thương mại Công bằng cáo buộc rằng IHG đã vi phạm luật cạnh tranh bằng cách ngăn cản các đại lý du lịch trực tuyến chiết khấu giá phòng chỉ dành cho khách sạn. Vào tháng 2 năm 2014, IHG đã đồng ý chấm dứt hoạt động ấn định giá.

### Vi phạm dữ liệu
Vào tháng 2 năm 2017, chuỗi khách sạn thừa nhận có vi phạm dữ liệu khách hàng. Họ khẳng định rằng thỏa hiệp là nhỏ, đã ảnh hưởng đến 12 khách sạn trực thuộc. Tuy nhiên, vào tháng 4 năm 2017, con số này đã nâng lên 1.200 khách sạn. Các tin tặc đã cài đặt phần mềm độc hại được thiết kế để truy cập dữ liệu thẻ thanh toán, dữ liệu này có thể được sử dụng để sao chép thẻ và thực hiện thanh toán gian lận.

### Quy định của đơn vị thuế
Vào tháng 5 năm 2012, Cơ quan Tiêu chuẩn Quảng cáo Vương quốc Anh (ASA) đã cảnh báo Tập đoàn IHG không được sử dụng các quảng cáo hiển thị giá phòng khách sạn chưa bao gồm thuế VAT. Bởi vì ASA nghĩ rằng những quảng cáo có thể được xem bởi những người tiêu dùng phải trả thuế VAT, cơ quan này đã phán quyết những quảng cáo đó là gây hiểu lầm. Cơ quan thuế ban bố lệnh cho IHG rằng các quảng cáo không được xuất hiện lại ở dạng hiện tại. Tuy nhiên, vào tháng 8 năm 2012, một báo cáo của tạp chí cho thấy chuỗi khách sạn vẫn vi phạm các quy tắc về VAT.

### Mứclương sinh hoạt tối thiểu
Vào tháng 11 năm 2017, Thị trưởng Luân Đôn, Sadiq Khan, cáo buộc chuỗi khách sạn đã không thực hiện việc tuân thủ theo mức lương sinh hoạt tối thiểu cho người lao động.

### Ngộ độc thực phẩm
Vào tháng 7 năm 2016, Intercontinental Adelaide  chịu trách nhiệm cho ít nhất 70 thực khách ngộ độc thực phẩm do vi khuẩn salmonella. 21 người trong số này phải điều trị tại bệnh viện.

### Các tiêu chuẩn về vệ sinh
Vào tháng 9 năm 2017, một nhóm bảo vệ quyền lợi người tiêu dùng đã cáo buộc Intercontinental Beijing Sanlitun về các điều kiện vệ sinh không đạt tiêu chuẩn. Cụ thể là trong một hoạt động bí mật, họ đã đánh dấu khăn trải giường và nhà vệ sinh bằng một con dấu vô hình. Khi trở lại vào ngày hôm sau, dấu vết vẫn còn ở đó.

### Chiến lược
Vào tháng 4 năm 2015 IHG đã thay đổi các điều khoản và điều kiện của Câu lạc bộ Thành viên Ưu tiên của họ. Cho đến lúc đó, điểm thành viên có giá trị đã trọn đời và các thành viên được thông báo rằng chúng sẽ không bao giờ hết hạn. Sau khi thay đổi, điểm sẽ hết hạn nếu không có hoạt động 'kiếm' hoặc 'đổi điểm' nào xảy ra trong vòng 12 tháng liên tiếp. Nhiều thành viên trong số đó không bao giờ nhận được bất kỳ thông báo nào về sự thay đổi và điểm của họ đã hết hạn.

## Các thương hiệu khách sạn
Tập đoàn IHG sở hữu một số thương hiệu, bao gồm: